# ماركو كنالر
ماركو كنالر (بالألمانية: Marco Knaller)‏ (26 مارس 1987 بفيلاخ في النمسا - ) هو لاعب كرة قدم نمساوي في مركز حراسة المرمى. شارك مع منتخب النمسا تحت 21 سنة لكرة القدم. أما مع النوادي، فقد لعب مع أدميرا فاكر مودلينغ ونادي ساندهاوزن ونادي فولفسبيرغر ونادي كايزرسلاوترن و1. FC Kaiserslautern II ‏ وFC Lustenau 07 ‏.

## وصلات خارجية
- ماركو كنالر على موقع قاعدة بيانات كرة القدم.إي يو (الإنجليزية)
- ماركو كنالر على موقع بيانات كرة القدم. دي إي (الألمانية)
- ماركو كنالر على موقع Soccerway.com (الإنجليزية)
- ماركو كنالر على موقع عالم كرة القدم.نت (الإنجليزية)